# Pseudopodium

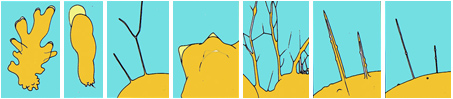
Vormen van pseudopodiën, van links naar rechts:
polypodiale lobopodiën, monopodiale lobopodiën, filopodiën, lamellipodiën, reticulopodién, verjongde axopodién, niet-verjongde axopodiën

Pseudopodiën, pseudopodia (enkelvoud: pseudopodium) of schijnvoetjes zijn plasma-uitstulpingen van eukaryotische cellen. Bij protisten komen ze morfologisch zeer veel voor en hebben talrijke functies speciaal bij de beweging en stofwisseling. Ook bij orgaandieren zijn ze van groot belang bij de celmigratie.

## Vormen van pseudopodiën
De volgende typen pseudopodiën kunnen onderscheiden worden:

### Lobopodiën

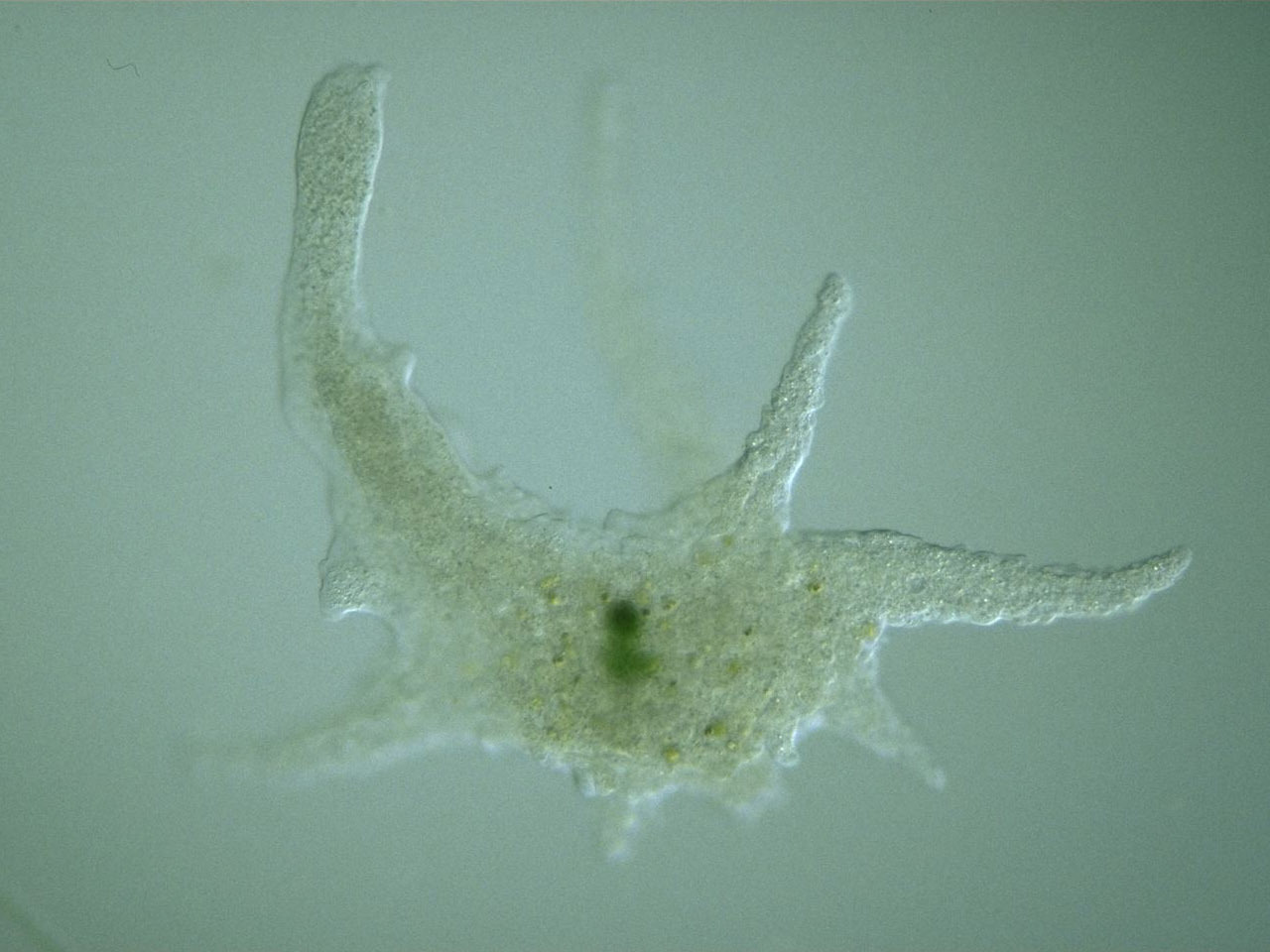
Polypodiale lobopodiën bij Chaos carolinense

Lobopodiën komen speciaal voor bij Amoebozoa. Ze lopen spits toe of zijn buis-, tong- of vingervormig en kunnen hun vorm zeer snel veranderen. Het celplasma stroomt zeer snel. Ze worden enkel (monopodiale soorten) of in groteren getale (polypodiale soorten) gevormd. Lobopodiën dienen vooral voor de beweging.

### Filopodiën
Filopodiën komen voor bij stralendiertjes (Radiolaria). Het zijn draadvormige uitstulpingen van de cel. Ze zijn in de regel recht, maar kunnen ook gebogen zijn en zelden vertakt. Een axoneem van microtubuli ontbreekt. In macrofagen fungeren filopodiën als vangarmen, waarmee de prooi naar de cel getrokken wordt waar die vervolgens door fagocytose wordt opgenomen.

### Lamellipodiën
Lamellipodiën zijn zeer plat en komen voor bij enkele Aconchulina. Deze bestaan uit allemaal kleine microspikes, die zich in deze uitloper naar dezelfde richting gaan begeven.

### Reticulopodiën

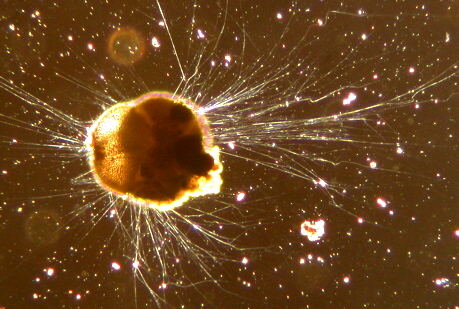
Ammonia tepida met reticulopodiën

Reticulopodiën zijn speciale vormen van pseudopodiën, die alleen voorkomen bij zich niet verplaatsende Foraminiferen.
De pseudopodiën vertakken zich, maar kunnen ook weer samensmelten. Zo worden omvangrijke netwerken gevormd (pseudopodiale netwerken), die zorgen voor het vangen van voedsel, voortbeweging, transport van organellen in de cel en verankering aan de ondergrond. Reticulopodiën hebben altijd een stroming van korreltjes en binnenin microtubuli.

### Axopodiën
Axopodiën, soms ook actinopodiën genoemd, komen onder andere voor bij zonnediertjes en stralendiertjes. Ze zijn bijzonder lang en recht en hebben een axoneem van microtubuli. Ze dienen zowel voor het vangen van voedsel als het vergroten van de weerstand in het water om zo het afzinken te vertragen, maar ook voor de voortbeweging.

## Vorming pseudopodiën
Het endoplasma is het centrale binnenste gedeelte van het cytoplasma en komt voor bij veel eencellige organismen.
Het aan de buitenrand liggende deel van het cytoplasma wordt het ectoplasma genoemd. In tegenstelling tot het viskeuze ectoplasma (plasmagel) heeft het endoplasma een vloeibare consistentie en wordt plasmasol genoemd. Bij de vorming van pseudopodiën vermengen de beide bestanddelen (gel-sol-overgang) zich; het ectoplasma wordt vloeibaar en vloeit in de richting van het pseudopodium terwijl het endoplasma in het pseudopodium vloeit en aan de rand weer viskeuzer wordt. Bij de voortbeweging van amoeben contraheert het ectoplasma met behulp van actine waardoor het vloeibare endoplasma in het pseudopodium vloeit.